# 視聴熱
視聴熱（しちょうねつ）は、『ザテレビジョン』がSNSや独自調査を集計し、今熱い番組・人物・コトバからテレビの流行に迫る新指標。2016年12月からスタートし、デイリー、ウィークリー、リアルタイムとポイント数でランキングを紹介していた。2020年3月サービス終了。